# Liste der Baudenkmäler in Niedernberg
Auf dieser Seite sind die Baudenkmäler in der unterfränkischen Gemeinde Niedernberg zusammengestellt. Diese Tabelle ist eine Teilliste der Liste der Baudenkmäler in Bayern. Grundlage ist die Bayerische Denkmalliste, die auf Basis des Bayerischen Denkmalschutzgesetzes vom 1. Oktober 1973 erstmals erstellt wurde und seither durch das Bayerische Landesamt für Denkmalpflege geführt wird. Die folgenden Angaben ersetzen nicht die rechtsverbindliche Auskunft der Denkmalschutzbehörde.

## Ortsbefestigung
| Lage                       | Objekt          | Beschreibung                                                               | Akten-Nr.    | Bild            |
| -------------------------- | --------------- | -------------------------------------------------------------------------- | ------------ | --------------- |
| Hintermauer 1 a (Standort) | Ortsbefestigung | Reste der Ortsmauer, Mitte 15. Jahrhundert                                 | D-6-76-144-9 | Ortsbefestigung |
| Nähe Turmgasse (Standort)  | Ortsbefestigung | Reste der Ortsmauer, Mitte 15. Jahrhundert                                 | D-6-76-144-9 | Ortsbefestigung |
| Nähe Turmgasse (Standort)  | Ortsbefestigung | nordöstlicher Rundturm                                                     | D-6-76-144-9 | Ortsbefestigung |
| Ilbenstraße 9 (Standort)   | Ortsbefestigung | südöstlicher Eisbrecher, bezeichnet 1590, im 18./19. Jahrhundert erweitert | D-6-76-144-9 | Ortsbefestigung |

## Baudenkmäler
| Lage                                                          | Objekt                                                 | Beschreibung | Akten-Nr.     | Bild                                                   |
| ------------------------------------------------------------- | ------------------------------------------------------ | --- | ------------- | ------------------------------------------------------ |
| Hauptstraße 35 (Standort)                                     | Wohnhaus                                               | zweigeschossiger Fachwerkbau mit Satteldach, 17. Jahrhundert, Erweiterung durch zweigeschossigen Satteldachbau mit Fachwerkobergeschoss, 19. Jahrhundert | D-6-76-144-19 | Wohnhaus                                               |
| Hauptstraße 37 (Standort)                                     | Bauernhof                                              | Wohnhaus, zweigeschossiger Halbwalmdachbau mit verputztem Fachwerkobergeschoss, im Kern um 1600 Nebengebäude, eingeschossiger Halbwalmdachbau, um 1800 Doppelportal, 18. Jahrhundert mit eingemauertem Sandsteinrelief (Bäcker-Zeichen) | D-6-76-144-20 | Bauernhof                                              |
| Hauptstraße 39; Schwanengasse 2; Schwanengasse 2 a (Standort) | Bauernhof                                              | Wohnhaus, zweigeschossiger Satteldachbau in Ecklage, Giebelseite mit Fachwerkobergeschoss, Ende 16. Jahrhundert, an Gebäudeecke Konsolstein mit 'Neidkopf' Nebengebäude mit überbauter Toreinfahrt, um 1900 Nebengebäude, mit verputztem Fachwerkobergeschoss Scheune, Satteldachbau mit steiler massiver Giebelwand aus Sandstein, 17. Jahrhundert | D-6-76-144-3  | Bauernhof                                              |
| Hauptstraße 40 (Standort)                                     | Wohnhaus                                               | zweigeschossiges, giebelständiges Fachwerkhaus mit Halbwalmdach, um 1800 überbaute Toreinfahrt mit Fachwerkobergeschoss, Satteldach, frühes 19. Jahrhundert | D-6-76-144-21 | Wohnhaus                                               |
| Hauptstraße 42 (Standort)                                     | Wohnhaus                                               | zweigeschossiger, giebelständiger Fachwerkbau mit Fachwerkobergeschoss, Ende 16. Jahrhundert Doppeltor mit unterschiedlich profilierten Sandsteingewänden, Pforte bezeichnet 1579, überbaut mit Fachwerkobergeschoss 18./19. Jahrhundert | D-6-76-144-4  | Wohnhaus                                               |
| Hauptstraße 44 (Standort)                                     | Wohnhaus                                               | zweigeschossiger, giebelständiger Satteldachbau mit Zierfachwerkobergeschoss, bezeichnet 1619 | D-6-76-144-5  | Wohnhaus                                               |
| Hauptstraße 45 (Standort)                                     | Wohnhaus                                               | zweigeschossiger giebelständiger Satteldachbau mit vorkragendem Fachwerkobergeschoss, um 1700 | D-6-76-144-22 | Wohnhaus                                               |
| Hauptstraße 61 (Standort)                                     | Hoftor                                                 | Tor und Pforte rundbogig, Sandstein, bezeichnet 1720(?) | D-6-76-144-6  | Hoftor                                                 |
| Hauptstraße 62 (Standort)                                     | Wohnhaus                                               | zweigeschossiger verputzter Fachwerkbau mit Satteldach in Ecklage mit vorkragendem Obergeschoss, 17. Jahrhundert | D-6-76-144-24 | Wohnhaus                                               |
| Hauptstraße 68 (Standort)                                     | Hoftor mit rundbogiger Pforte                          | Tor später verändert, Scheitelstein des ehemaligen Rundbogens bezeichnet 1747 | D-6-76-144-8  | Hoftor mit rundbogiger Pforte                          |
| Hauptstraße 70; Hauptstraße 72 (Standort)                     | Wohnhaus                                               | langgestreckter zweigeschossiger verputzter Fachwerkbau mit Halbwalmdach und überbauter Tordurchfahrt, klassizistische Haustüre mit Freitreppe, um 1800 | D-6-76-144-25 | Wohnhaus                                               |
| Kirchgasse 6 (Standort)                                       | Wohnhaus                                               | zweigeschossiges verputztes Fachwerkhaus mit Satteldach, vorkragendes Obergeschoss, um 1700 | D-6-76-144-26 | Wohnhaus                                               |
| Kirchgasse 9 (Standort)                                       | Pfarrhaus                                              | freistehender zweigeschossiger Halbwalmdachbau nach einem Entwurf von Bernhard Morell, 1823 | D-6-76-144-11 | Pfarrhaus                                              |
| Kirchgasse 11 (Standort)                                      | Figur des Hl. Johannes Nepomuk                         | Sandstein, 1. Hälfte 18. Jahrhundert | D-6-76-144-12 | Figur des Hl. Johannes Nepomuk                         |
| Kirchgasse 11 (Standort)                                      | Epitaph                                                | mit Cherub, Sandstein, um 1600 | D-6-76-144-12 | Epitaph                                                |
| Kirchgasse 11 (Standort)                                      | Korpus Christi                                         | Sandstein, 19. Jahrhundert; eingelassen in die Mauer am Eingang zum Pfarrgarten | D-6-76-144-12 | Korpus Christi                                         |
| Kirchgasse 11 (Standort)                                      | Katholische Pfarrkirche St. Cyriacus                   | Turm mit achtseitigem Steinhelm und kleinen Zwerchgiebeln sowie Chor mit Strebepfeilern (dieser heute östliche Kapelle), um 1461, Kirchenerweiterung durch neues dreischiffiges Langhaus mit basilikalem Querschnitt, neugotisch, 1897, mit unterführtem Durchgang zum Main; mit Ausstattung 5 Figuren einer Ölberg-Gruppe, Sandstein, um 1500      | D-6-76-144-10 | weitere Bilder                                         |
| Kirchgasse 13 (Standort)                                      | Wohnhaus                                               | zweigeschossiger Satteldachbau mit massivem Erdgeschoss, 20. Jahrhundert und holzverkleidetem Fachwerkobergeschoss, um 1700 | D-6-76-144-28 | Wohnhaus                                               |
| Kirchgasse 14 (Standort)                                      | Ehemalige Schule                                       | seit 1876 Wohnhaus, freistehendes zweigeschossiges Fachwerkhaus mit Halbwalmdach, um 1800 | D-6-76-144-29 | Ehemalige Schule                                       |
| Waldweg/Leerweg (Standort)                                    | Pietà                                                  | länglicher abgewinkelter Betonsockel mit integrierter Inschrifttafel, Sandstein, Ende 19. Jahrhundert und Figur der Pietà, Stein, 1975 | D-6-76-144-1  | Pietà                                                  |
| Nähe Hauptstraße (Standort)                                   | Bildstock                                              | Kreuzdachaufsatz mit stark verwitterten Reliefdarstellungen: 'Leeres Grab Christi / Ölberg / Leidenswerkzeuge', Sandstein, 17. Jahrhundert | D-6-76-144-7  | weitere Bilder                                         |
| Nähe Hintermauer (Standort)                                   | Ehemalige Friedhofsmauer mit eingelassenen Grabsteinen | 18./19. Jahrhundert an die bestehende Ortsmauer des 15. Jahrhunderts angebaut | D-6-76-144-14 | Ehemalige Friedhofsmauer mit eingelassenen Grabsteinen |
| Nähe Stadtweg; Stadtweg (Standort)                            | Kreuz mit Fluraltar                                    | bezeichnet 1728, 1995 erneuert | D-6-76-144-16 | Kreuz mit Fluraltar                                    |
| Quergasse 1 (Standort)                                        | Wohnhaus                                               | giebelständiger zweigeschossiger Satteldachbau mit vorkragendem Fachwerkobergeschoss, 17. Jahrhundert modern verkleidet; Fachwerkscheune mit Aufzugsgaube, 18./19. Jahrhundert; Einfriedungsmauer mit Sandsteinpfeilern | D-6-76-144-30 | weitere Bilder                                         |
| Rathausgasse 2 (Standort)                                     | Wohnhaus                                               | zweigeschossiger Satteldachbau mit Fachwerkobergeschoss, um 1600; Hofmauer, 18./19. Jahrhundert | D-6-76-144-31 | Wohnhaus                                               |
| Rathausgasse 9 (Standort)                                     | Wohnhaus                                               | eingeschossiges giebelständiges Fachwerkhaus mit Satteldach, 18. Jahrhundert | D-6-76-144-33 | Wohnhaus                                               |
| Obstanlage, Sandhäger (Standort)                              | Bildhäuschen                                           | Sockel bezeichnet 1738, Nischenaufbau 1972 | D-6-76-144-17 | Bildhäuschen                                           |
| Schulstraße 2 (Standort)                                      | Wohnhaus                                               | zweigeschossiges traufseitiges verputztes Fachwerkhaus mit Satteldach, 17. Jahrhundert | D-6-76-144-35 | Wohnhaus                                               |
| Schulstraße 6 (Standort)                                      | Ehemalige Schule                                       | Hauptgebäude, zurückhaltend gegliederter, zweigeschossiger Rotsandsteinquaderbau, mit stichbogigen Öffnungen, 1875/76; Nebengebäude, eingeschossiger Rotsandsteinbau mit Satteldach | D-6-76-144-36 | Ehemalige Schule                                       |
| Schwanengasse 9; Turmgasse 8 (Standort)                       | Uferbefestigung                                        | gepflasterter Uferweg und Hochwasserschutzmauern, Sandstein, 19. Jahrhundert; Eingang zum Pfarrgarten mit geohrter Türrahmung, frühes 18. Jahrhundert | D-6-76-144-37 | Uferbefestigung                                        |
| Scherder (Standort)                                           | Lourdesgrotte                                          | spitztonnengewölbter Bruchsteinbau durch Flachsatteldach geschützt, Altarblock mit Marienfigur und hl. Bernadette Soubirous, bezeichnet 1894 | D-6-76-144-18 | Lourdesgrotte                                          |
| an der Straße nach Großostheim ()                             | Bildstock                                              | auf quadratischem Schaft vierseitiger Kreuzdachaufsatz mit Reliefs in flachen Bildnischen, Sandstein, bez. 1800, Schaft erneuert | D-6-71-122-74 |                                                        |

## Ehemalige Baudenkmäler
In diesem Abschnitt sind Objekte aufgeführt, die früher einmal in der Denkmalliste eingetragen waren, jetzt aber nicht mehr. Objekte, die in anderem Zusammenhang also z. B. als Teil eines Baudenkmals weiter eingetragen sind, sollen hier nicht aufgeführt werden. Aktennummern in diesem Abschnitt sind ehemalige, jetzt nicht mehr gültige Aktennummern.

| Lage                      | Objekt   | Beschreibung                                                                             | Akten-Nr.     | Bild     |
| ------------------------- | -------- | ---------------------------------------------------------------------------------------- | ------------- | -------- |
| Rathausgasse 5 (Standort) | Wohnhaus | zweigeschossiges giebelständiges verputztes Fachwerkhaus mit Satteldach, 17. Jahrhundert | D-6-76-144-32 | Wohnhaus |